# Rate Your Music
Rate Your Music (укр. Оцініть вашу музику) або RYM — онлайн-база метаданих для спільної каталогізації, оцінки і рецензування користувачами музики та фільмів.

## Історія та особливості
Rate Your Music заснована 24 грудня 2000 року мешканцем Сіетла Хоссейном Шаріфі, що має на сайті нікнейм Sharifi. На відміну від Discogs, база Rate Your Music на початку існування була більш рок-орієнтованою, але поступово інтегрувала всі інші жанри. Основна ідея сайту полягає в наданні користувачам можливості додавати альбоми, платівки (LP), сингли, відео та бутлеги до бази даних і оцінювати їх. Система оцінювання використовує шкалу від мінімальних 0,5 бала (зірки) до максимальних п'яти. Реєстрація користувачів вільна і необов'язкова. Користувачі також можуть залишити відгуки і рецензії щодо записів RYM, але більшість нових змін змісту повинна бути схвалена модератором, аби запобігти віртуальному вандалізму. Rate Your Music налічує майже 600 000 користувачів і індексує більше 3 700 000 релізів понад 1 255 000 митців і виконавців. Перегляд і реєстрація безкоштовні, а план підписки надає доступ до додаткових опцій, наприклад, розширених метаданих чартів.

## Розвиток і плани перетворення
RYM 1.0, перша версія вебсайту, дозволяла користувачам оцінювати і каталогізувати релізи, писати рецензії, створювати списки і додавати до бази даних виконавців і релізи. З часом були додані інші функції: обкладинки, форуми та приватні повідомлення. 7 серпня 2006 року було запущено абсолютно нову версію вебсайту RYM 2.0, яка додатково передбачала можливість додавати списки треків, лейбли, номери за каталогами, концерти та місця проведення.
Близько половини відвідувачів вебсайта Rate Your Music походять зі США, Великої Британії та Канади, решта — з Західної Європи (особливо Скандинавії та Нідерландів), Польщі, Росії, Мексики, Бразилія та Австралії.
Через зростання витрат вебсайт перестав покладатися виключно на пожертвування і 2006 року почав отримувати доходи з інших джерел. Зокрема, зміни стосувалися рекламних посилань на інтернет-магазини музики та Google AdSense (які зареєстровані користувачі можуть не переглядати).
У травні 2009 року Rate Your Music почала додавати до своєї бази даних фільми. В липні 2010 року була оголошена розробка RYM 3.0, а реліз RYM 2.5 відбувся в липні 2013 року і містив такі оновлення, як функція «твір» для композицій класичної музики, поділ DJ-міксів і мікстейпів, і підтримку спліт-альбомів. У січні 2014 року було оголошено, що RYM 2.5 і 3.0 працюватимуть паралельно, планується розділити музику і фільм на унікальні домени, і що музичний підрозділ буде перейменовано у «Sonemic».
У листопаді 2015 року Rate Your Music розпочала кампанію з краудфандингу Indiegogo для фінансування трьох нових сайтів, присвячених музиці, фільмам і відеоіграм, які мають зватися, відповідно, Sonemic, Cinemos і Glitchwave. До 30 грудня 2015 року було зібрано 61 380 доларів, а загальна сума склала 67 552 доларів, що становило 122 % потрібного фінансування. Станом на квітень 2019 року сайти знаходились на четвертому етапі бета-тестування, загальнодоступні для перегляду та доступні для перевірки зареєстрованими учасникам. Дані Rate Your Music на 11 липня 2017 року, коли запускався сайт Sonemic, були повністю синхронізовані з останнім. Sonemic є наступною версією RYM, з новою назвою, новим логотипом і сотнями нових можливостей / поліпшень / виправлень помилок.